# Verwandtschaftskoeffizient
Der Verwandtschaftskoeffizient (kurz R; siehe auch Koeffizient: „Beizahl, Vorzahl“) berechnet die Nähe der biologischen Verwandtschaft zweier Lebewesen anhand der Wahrscheinlichkeit, dass sie dieselbe (zufällig ausgewählte) Erbinformation voneinander oder einem gemeinsamen Vorfahren geerbt haben. Vollständige Übereinstimmung der Erbanlagen besteht bei eineiigen Zwillingen oder bei Klonen (Kopien), weil sie genetisch identische Individuen sind – folglich haben sie einen Koeffizienten von 1,00 = 100 %.
Der Verwandtschaftskoeffizient trifft eine mathematische Vorhersage bezüglich der Zustandsform eines Gens (Allel) an einem beliebigen Ort auf einem Chromosom (Locus) bei zwei Individuen mit gemeinsamer Abstammung, in der Fachliteratur manchmal fälschlich als Verwandtschaftsgrad bezeichnet. Entwickelt wurde die Berechnung 1947 vom französischen Biomathematiker Gustave Malécot.
Weil ein Elternteil 50 % seines Erbgutes an seine direkten Nachkommen vererbt, besteht zwischen ihm und seinem leiblichen Kind ein Verwandtschaftskoeffizient von 0,5: Mit 50 % Wahrscheinlichkeit wird beim Kind eine einzelne Erbinformation mit seiner eigenen übereinstimmen. Denselben Koeffizienten haben Vollgeschwister zueinander, während Halbgeschwister sowie Großeltern und Enkel nur noch einen Verwandtschaftskoeffizienten von 0,25 haben (1/4). Je mehr Generationen der letzte gemeinsame Vorfahre zurückliegt, desto geringer ist die genetische Übereinstimmung in seiner Nachfahrenschaft.

## Berechnungen für beispielhafte Verwandtschaftsbeziehungen
| Verhältnis                         | Verwandtschaftskoeffizient (R)             |
| ---------------------------------- | ------------------------------------------ |
| Eineiige Zwillinge oder zwei Klone | 1/100 = 1,0000000 = 0100 % Übereinstimmung |
| Elternteil ↔ Kind                  | 1/200 = 0,5000000 = 050 % …                |
| Bruder ↔ Schwester                 | 1/200 = 0,5000000 = 050 % …                |
| Halbbruder ↔ Halbschwester         | 1/400 = 0,2500000 = 025 % …                |
| Großelternteil ↔ Enkelkind         | 1/400 = 0,2500000 = 025 % …                |
| Onkel, Tante ↔ Neffe, Nichte       | 1/400 = 0,2500000 = 025 % …                |
| Cousin ↔ Cousine                   | 1/800 = 0,1250000 = 012,5 % …              |
| Urgroßelternteil ↔ Urenkelkind     | 1/800 = 0,1250000 = 012,5 % …              |
| Cousin ↔ Cousine 2. Grades         | 1/320 = 0,0312500 = 003,125 % …            |
| Cousin ↔ Cousine 3. Grades         | 1/128 = 0,0078125 = 000,78125 % …          |

### Cousins und Cousinen
Der Abstand von Cousins/Cousinen 1. Grades zu Cousins/Cousinen 2. Grades verschiebt sich um gleich 2 Verwandtschaftsgrade: In der direkten Linie der Vorfahren geht es 1 Generation zurück zu ihren gemeinsamen Voreltern, den Urgroßeltern (oder nur zu einem Urgroßelternteil), und dann in den beiden Familienzweigen (Seitenlinien) wieder 1 vor zur gegenwärtigen Generation (siehe auch direkte und seitliche Verwandtschaft). Entsprechend betragen die Werte der entfernten Cousins nur noch ein Viertel im Vergleich zu denen 1. Grades. Bei Cousins 3. Grades (2 zurück, 2 vor) sinken die Werte weit unter den statistischen Durchschnitt und sind vernachlässigbar. Diese niedrigen Werte repräsentieren die geringen genetischen Überbleibsel der ursprünglichen Ururgroßeltern, die zwei Kinder in die Welt setzten, die ihrerseits die zwei unterschiedlichen Seitenlinien der Cousins 3. Grades begründeten.

### Verwandtschaftskoeffizient bei Inzucht
Wenn zwei relativ nahe Blutsverwandte gemeinsame Nachkommen zeugen, ergeben sich Änderungen im Verwandtschaftskoeffizienten dieser Nachkommen. Der so genannte Inzuchtkoeffizient der Nachfahren zweier Individuen beträgt annähernd die Hälfte deren Verwandtschaftskoeffizienten. Für Personen, deren Eltern blutsverwandte Cousin und Cousine sind (R = 0,125), beträgt der Inzuchtkoeffizient ihrer Kinder 6,25 Prozent (siehe Inzucht beim Menschen, Humangenetische Beratung, Verwandtenheirat und Ahnenverlust).

## Verwandtenbevorzugung
Die Höhe des Verwandtschaftskoeffizienten spielt auch eine Rolle zur Erklärung von selbstlosen Handlungen (Altruismus) bei Menschen und Tieren oder in der sozialen Erbfolge (siehe Verwandtenselektion, beispielsweise das Avunkulat des Mutterbruders, des Oheims, oder die Milchverwandtschaft durch gemeinsames Stillen). In der Soziobiologie und der Psychobiologie erlaubt die Höhe des Verwandtschaftskoeffizienten von Individuen entsprechende Vorhersagen über ihre Verhaltensweisen, die dem eigenen Gen einen höheren Erfolg bei der Fortpflanzung sichern.